# Persone di nome Gaspare
| Questa pagina contiene informazioni ricavate automaticamente dalle voci biografiche con l'ausilio del template Bio e di un bot. L'aggiornamento è periodico e automatico e ricostruisce completamente la pagina. Se manca una persona in questa lista, sei pregato di non aggiungerla, ma accertati piuttosto che la sua voce biografica contenga il template Bio e che i dati anagrafici siano correttamente compilati. Se il template Bio manca, inseriscilo tu stesso o, in alternativa, metti l'avviso {{tmp\|Bio}} che ne segnala la mancanza. Se i dati riportati sono sbagliati, correggi direttamente la voce biografica; le modifiche saranno visibili in questa lista entro pochi giorni. Per chiarimenti vedi il progetto antroponimi. La lista contiene solo le 133 persone che sono citate nell'enciclopedia e per le quali è stato implementato correttamente il template Bio. Pagina aggiornata al 6 ago 2025. |

Questa è una lista di persone presenti nell'enciclopedia che hanno il nome Gaspare, suddivise per attività principale.

## Allenatori di calcio(1)
- Gaspare Parvis, allenatore di calcio e calciatore italiano (Breme, n. 1921 - Milano, † 1991)

## Anarchici(1)
- Gaspare De Marinis, anarchico italiano (Pratola Peligna, n. 1840 - Raiano, † 1893)

## Archeologi(1)
- Gaspare Oliverio, archeologo e epigrafista italiano (San Giovanni in Fiore, n. 1887 - Locri, † 1956)

## Architetti(7)
- Gaspare Fossati, architetto svizzero (Morcote, n. 1809 - Morcote, † 1883)
- Gaspare Paoletti, architetto e scultore italiano (Firenze, n. 1727 - † 1813)
- Gaspare Ruina, architetto italiano (Ferrara - Venezia)
- Gaspare Sintes, architetto italiano
- Gaspare Turbini, architetto e religioso italiano (n. 1728 - † 1801)
- Giovanni Gaspare Zuccalli, architetto svizzero (Roveredo - Bad Adelholzen, † 1717)
- Gaspare De Fiore, architetto, pittore e fumettista italiano (Roma, n. 1926 - Roma, † 2011)

## Arcivescovi cattolici(2)
- Gaspare Ricciulli del Fosso, arcivescovo cattolico italiano (Rogliano, n. 1496 - Reggio Calabria, † 1592)
- Gaspare Visconti, arcivescovo cattolico italiano (Milano, n. 1538 - Milano, † 1595)

## Artisti(1)
- Gaspare Canino, artista italiano (Partinico, n. 1900 - Alcamo, † 1977)

## Assassini seriali(1)
- Gaspare Zinnanti, assassino seriale italiano (Palermo, n. 1961 - Reggio Emilia, † 2001)

## Attori(1)
- Gaspare Cucinella, attore italiano (Cinisi, n. 1924 - Cinisi, † 2016)

## Attori teatrali(1)
- Gaspare Lavaggi, attore teatrale e impresario teatrale italiano (Milano, n. 1840 - Livorno, † 1898)

## Avvocati(3)
- Gaspare Cavallini, avvocato e politico italiano (Mede, n. 1817 - Lesa, † 1903)
- Gaspare Colosimo, avvocato, politico e filantropo italiano (Colosimi, n. 1859 - Napoli, † 1944)
- Gaspare Matrona, avvocato e politico italiano (Racalmuto, n. 1836 - Racalmuto, † 1919)

## Banchieri(2)
- Gaspare Bonciani, banchiere, diplomatico e funzionario italiano (Firenze)
- Gaspare Felice Rignon, banchiere italiano (Torino, n. 1770 - Torino, † 1818)

## Bibliotecari(1)
- Gaspare Nello Vetro, bibliotecario, musicologo e saggista italiano (Palermo, n. 1934 - Parma, † 2019)

## Calciatori(3)
- Gaspare Cozzi, calciatore italiano (Torino, n. 1914)
- Gaspare Landoni, calciatore italiano
- Gaspare Umile, calciatore italiano (Marsala, n. 1948 - Marsala, † 2001)

## Cantautori(2)
- Gaspare Bernardi, cantautore e poeta italiano (Pievepelago, n. 1957)
- Rino Martinez, cantautore italiano (Palermo, n. 1953)

## Cardinali(4)
- Gaspare Carpegna, cardinale italiano (Roma, n. 1625 - Roma, † 1714)
- Gaspare Grassellini, cardinale italiano (Palermo, n. 1796 - Frascati, † 1875)
- Gaspare Mattei Orsini, cardinale, arcivescovo cattolico e nobile italiano (Roma, n. 1598 - Roma, † 1650)
- Gaspare Bernardo Pianetti, cardinale e vescovo cattolico italiano (Jesi, n. 1780 - Roma, † 1862)

## Cavalieri(1)
- Gaspare Bolla, cavaliere e aviatore italiano (Pieveottoville, n. 1874 - Gris, † 1915)

## Chirurghi(1)
- Gaspare Tagliacozzi, chirurgo e anatomista italiano (Bologna, n. 1545 - Bologna, † 1599)

## Ciclisti su strada(1)
- Gaspare Babini, ciclista su strada italiano (Ravenna, n. 1912 - Ravenna, † 1999)

## Compositori(2)
- Gaspare Gabellone, compositore italiano (Napoli, n. 1727 - Napoli, † 1796)
- Gaspare Spontini, compositore italiano (Maiolati, n. 1774 - Maiolati, † 1851)

## Condottieri(3)
- Gaspare Martinengo, condottiero italiano († 1481)
- Gaspare Sanseverino, condottiero e diplomatico italiano (Roma, † 1519)
- Gaspare da Vimercate, condottiero italiano († 1467)

## Criminali(1)
- Gaspare Pisciotta, criminale italiano (Montelepre, n. 1924 - Palermo, † 1954)

## Critici letterari(1)
- Gaspare Cannone, critico letterario, giornalista e anarchico italiano (Alcamo, n. 1893 - Alcamo, † 1963)

## Dirigenti d'azienda(1)
- Gaspare Bona, dirigente d'azienda, pilota automobilistico e aviatore italiano (Carignano, n. 1895 - Caselle, † 1940)

## Dogi(1)
- Gaspare Grimaldi Bracelli, doge (Genova, n. 1477 - Genova, † 1552)

## Drammaturghi(2)
- Gaspare Cataldo, commediografo, sceneggiatore e giornalista italiano (Alcamo, n. 1902 - Roma, † 1970)
- Gaspare Di Maio, commediografo italiano (Napoli, n. 1872 - Trento, † 1930)

## Fumettisti(1)
- Gaspare Cassaro, fumettista italiano (Licata, n. 1948)

## Generali(2)
- Gaspare Biassa, generale e ammiraglio italiano (La Spezia - † 1492)
- Gaspare Richelmi di Bovile, generale italiano (Torino, n. 1757 - † 1827)

## Gesuiti(1)
- Gaspare Luigi Cassola, gesuita, filosofo e traduttore italiano (Gravedona, n. 1743 - Monza, † 1809)

## Giornalisti(1)
- Rolando Certa, giornalista, poeta e saggista italiano (Palermo, n. 1931 - Budapest, † 1987)

## Giuristi(1)
- Gaspare Capone, giurista italiano (Napoli, n. 1767 - Napoli, † 1849)

## Glottologi(1)
- Gaspare Gorresio, glottologo e politico italiano (Bagnasco, n. 1808 - Torino, † 1891)

## Imprenditori(2)
- Gaspare Campari, imprenditore italiano (Cassolnovo, n. 1828 - Milano, † 1882)
- Luigi Gatti, imprenditore italiano (Montalto Pavese, n. 1875 - Oceano Atlantico, † 1912)

## Ingegneri(1)
- Gaspare Beretta, ingegnere svizzero (Brissago, n. 1620 - Milano, † 1703)

## Letterati(1)
- Gaspare Finali, letterato, patriota e politico italiano (Cesena, n. 1829 - Marradi, † 1914)

## Lunghisti(1)
- Gaspare Torretta, lunghista e velocista italiano (Saronno, n. 1883 - Milano, † 1910)

## Mafiosi(2)
- Gaspare Mutolo, mafioso, collaboratore di giustizia e pittore italiano (Palermo, n. 1940)
- Gaspare Spatuzza, mafioso e collaboratore di giustizia italiano (Palermo, n. 1964)

## Magistrati(3)
- Gaspare Benso, magistrato, avvocato e politico italiano (Carmagnola, n. 1793 - † 1855)
- Gaspare Coller, magistrato e politico italiano (Moretta, n. 1776 - Moretta, † 1855)
- Gaspare Sturzo, magistrato e saggista italiano (Palermo, n. 1962)

## Matematici(2)
- Gaspare Botto, matematico italiano (Sarzana, n. 1811 - Palaia, † 1892)
- Gaspare Stanislao Ferrari, matematico italiano (Bologna, n. 1834 - Parigi, † 1903)

## Medici(6)
- Gaspare Aselli, medico, chirurgo e anatomista italiano (Cremona, n. 1581 - Milano, † 1625)
- Gaspare Bergonzoli, medico italiano (Cannobio, n. 1867 - Voghera, † 1950)
- Gaspare D'Urso, medico italiano (Trapani, n. 1861 - Messina, † 1908)
- Gaspare Federigo, medico italiano (Venezia, n. 1769 - Padova, † 1840)
- Gaspare Jean, medico, ematologo e politico italiano (Torino, n. 1935 - Milano, † 2019)
- Gaspare Rodolico, medico italiano (Trapani, n. 1926 - Catania, † 2006)

## Militari(1)
- Gaspare Domenico Regis, militare, politico e patriota italiano (Costigliole Saluzzo, n. 1792 - Pinerolo, † 1872)

## Miniatori(1)
- Gaspare da Padova, miniatore italiano (Padova)

## Nobili(2)
- Gaspare Altieri, I principe di Oriolo, nobile italiano (Roma, n. 1650 - Roma, † 1720)
- Gaspare de Spes, nobile, politico e militare spagnolo

## Patrioti(1)
- Gaspare Ordoño de Rosales, patriota italiano (Milano, n. 1802 - Como, † 1887)

## Pentatleti(1)
- Gaspare Pasta, pentatleta e dirigente sportivo italiano (Bologna, n. 1893 - † 1979)

## Piloti motociclistici(1)
- Gaspare Caffiero, pilota motociclistico italiano (Roma, n. 1976)

## Pittori(16)
- Gaspare Antonio Baroni Cavalcabò, pittore italiano (Borgo Sacco, n. 1682 - Villa Lagarina, † 1759)
- Gaspare Camarda, pittore italiano (Barcellona Pozzo di Gotto, n. 1570)
- Gaspare Celio, pittore italiano (Roma, n. 1571 - Roma, † 1640)
- Gaspare Diziani, pittore italiano (Belluno, n. 1689 - Venezia, † 1767)
- Gaspare Fumagalli, pittore italiano (Roma - Palermo)
- Gaspare Gasparini, pittore italiano (Macerata - † 1590)
- Gaspare Landi, pittore italiano (Piacenza, n. 1756 - Piacenza, † 1830)
- Gaspare Mannucci, pittore italiano (Firenze, n. 1575 - Firenze, † 1642)
- Gaspare Martellini, pittore italiano (Firenze, n. 1785 - Firenze, † 1857)
- Gaspare Negro, pittore e architetto italiano (Venezia, n. 1475 - Udine)
- Gaspare Sacchi, pittore italiano (Imola)
- Gaspare Sensi, pittore e litografo italiano (Perugia, n. 1794 - Madrid, † 1880)
- Gaspare Serenari, pittore italiano (Palermo, n. 1707 - Palermo, † 1759)
- Gaspare Traversi, pittore italiano (Napoli, n. 1722 - Roma, † 1770)
- Gaspare Vazzano, pittore italiano (Gangi, n. 1562 - † 1630)
- Gaspare Venturini, pittore italiano (Ferrara - † 1593)

## Poeti(2)
- Gaspare Murtola, poeta e scrittore italiano (Genova, n. 1570 - Corneto, † 1624)
- Gaspare Ambrogio Visconti, poeta e letterato italiano (Milano, n. 1461 - Milano, † 1499)

## Politici(15)
- Rino Agnello, politico italiano (Enna, n. 1958)
- Gaspare Ambrosini, politico, magistrato e costituzionalista italiano (Favara, n. 1886 - Roma, † 1985)
- Gaspare Bavetta, politico italiano (Santa Margherita di Belice, n. 1913 - † 1985)
- Gaspare Cocozza di Montanara, politico italiano (Nola, n. 1843 - Caserta, † 1924)
- Gaspare Fogli, politico italiano (Dogana)
- Gaspare Giudice, politico italiano (Canicattì, n. 1943 - Palermo, † 2009)
- Gaspare Grandi, politico italiano (Torino, n. 1789 - Torino, † 1856)
- Gaspar Melchor de Jovellanos, politico, scrittore e filosofo spagnolo (Gijón, n. 1744 - Navia, † 1811)
- Gaspare Antonio Marinello, politico italiano (Sciacca, n. 1955)
- Gaspare Monaco La Valletta, politico italiano (Chieti, n. 1819 - Chieti, † 1881)
- Gaspare Nuccio, politico italiano (Castelvetrano, n. 1957)
- Gaspare Papa, politico italiano (Grosseto, n. 1915 - Napoli, † 1994)
- Gaspare Pignatelli, politico italiano (Grottaglie, n. 1900 - † 1980)
- Gaspare Russo, politico italiano (Minori, n. 1927)
- Gaspare Saladino, politico italiano (Santa Margherita di Belice, n. 1930)

## Presbiteri(2)
- Gaspare de Bono, presbitero spagnolo (Valencia, n. 1530 - Valencia, † 1604)
- Gaspare del Bufalo, presbitero, predicatore e missionario italiano (Roma, n. 1786 - Roma, † 1837)

## Psichiatri(1)
- Gaspare Vella, psichiatra italiano (Bengasi, n. 1928 - Roma, † 2009)

## Religiosi(2)
- Gaspare Bertoni, religioso italiano (Verona, n. 1777 - Verona, † 1853)
- Gaspare Moretto, religioso e missionario italiano (Cartigliano, n. 1880 - Altichiero, † 1924)

## Saggisti(1)
- Gaspare Barbiellini Amidei, saggista, sociologo e giornalista italiano (Mar Arabico, n. 1934 - Roma, † 2007)

## Scenografi(1)
- Gaspare De Pascali, scenografo italiano

## Scrittori(2)
- Gaspare Bitetto, scrittore, conduttore radiofonico e autore televisivo italiano (Catanzaro, n. 1983)
- Gaspare Invrea, scrittore e poeta italiano (Torino, n. 1850 - Genova, † 1917)

## Scultori(3)
- Gaspare Bigi, scultore italiano
- Gaspare Capparoni, scultore e incisore italiano (Roma, n. 1761 - Roma, † 1808)
- Gaspare Guercio, scultore e architetto italiano (Palermo, n. 1611)

## Storici(2)
- Gaspare De Caro, storico, scrittore e saggista italiano (Roma, n. 1930 - Roma, † 2015)
- Gaspare Nadi, storico italiano (Bologna, n. 1418 - Bologna, † 1504)

## Stuccatori(1)
- Gaspare Firriolo, stuccatore italiano (Palermo)

## Teologi(1)
- Gaspare Crucigero, teologo tedesco (Lipsia, n. 1504 - Wittenberg, † 1548)

## Umanisti(1)
- Gaspare de' Trimbocchi, umanista italiano (Reggio nell'Emilia, n. 1439)

## Vescovi(1)
- Gaspar Ponz, vescovo spagnolo († 1520)

## Vescovi cattolici(4)
- Gaspare Capris, vescovo cattolico italiano (Vercelli, † 1568)
- Gaspare Murgi, vescovo cattolico italiano (Strongoli - Strongoli, † 1534)
- Gaspare Negri, vescovo cattolico e mecenate italiano (Venezia, n. 1697 - Parenzo, † 1778)
- Gaspare Pasquali, vescovo cattolico italiano (Montereale, n. 1537 - Rieti, † 1612)

## Senza attività specificata(1)
- Gaspare Palmeri, italiano (Castellammare del Golfo, n. 1930 - Monreale, † 1991)